# Бровченко Микола Володимирович
Бровченко Микола Володимирович (́нар. 19 серпня 1954, Мала Виска, Кіровоградська область) — український сценарист, рекламіст, есеїст, автор пісень, лібретист, дослідник-музиколог, автор поняття і терміну «музослів’я». Син видатного українського поета, публіциста, громадського діяча Володимира Яковича Бровченка та вчительки української й російської мов та літератур Лесі Іллівни Бровченко.   
Батько режисерки Олександри Бровченко та журналістки Анни Бровченко.  

## Біографія
Закінчив Київський національний університет ім. Т. Шевченка за фахом тележурналістика (1976). Працював на Українському телебаченні (1976—1990) на посаді завідувача постановочного відділу Головної редакції літературно-драматичних передач, писав пісні (музику і тексти) та сценарії для телевистав і розважальних програм — «Містечкові історії», «Ретельно підготовлена імпровізація», «Щедрик-ведрик», «Всесміх».
1987 року став членом Спілки театральних діячів України.
Микола Бровченко разом із Євгеном Солнцевим є співавторами п'єси «Я вибачаюсь…» (за творами Михайла Зощенка).
Викладав авторські курси сценарної майстерності та креативу в рекламі у Київському міжнародному університеті та КНУТКіТ ім. І. Карпенка-Карого.
У 1990-1994 роках — художній редактор часопису «ІндоЄвропа».
Впродовж 1994-1995 років — більд-редактор та автор есеїв газети «Русь Київська». 
Із 1995 року — у професійній рекламі, очолює креативні відділи міжнародних агенцій в Україні — BBDO, McCann, Publicis, FSB MA, Cheil. Брав участь у першій виборчій кампанії незалежної України «Молодь йде голосувати» (1994).
2005 року створив мюзикл «Про світло, або Мелодія Надії» у співавторстві з композитором і аранжувальником Анатолієм Карпенком. Це перфоманс, події якого зображені у двох часових вимірах, — у 18 і 21 століттях. Місце дії — схили і узвози київського Подолу, де зараз розташована Києво-Могилянська академія. Пісенні номери мюзиклу та інструментальні треки для хореографічних номерів записані професійними оперними виконавцями — загалом 14 треків.
Сценарист багатьох масових заходів — зокрема, відкриття реконструйованого стадіону «Олімпійський» у Києві, кількох церемоній проводів учасників Паралімпійських ігор тощо.
Брав участь як ментор у соціальному проекті RIZNA — «RIZNA Career & Motivational Talk».

## Творчість
Автор українського перекладу повнометражного мультфільму «Теркель і Халепа», пісень до кінофільмів «Карлсон, який мешкає на даху», «Осінні квіти», «Гроші для доньки» (2007), «Чорна квітка».
Виконує власні музичні твори:
- «Ніжнозбочені»
- «Мовчанка»
- «Пташечка»
- «Немовля»

Автор текстів пісень — «Приречений на любов» (Віктор Павлік), «Україна — це ти» (Тіна Кароль), «Тобі» (Тоня Матвієнко), «Мамай» (Kozak System), «Як відгримить війна» (Kozak System), «Я відчуваю тебе» і «Не забувай мене» (Оксана Муха), «Пристрасть» (Злата Огневич), «Лист між рядків» (Жанна Бондарук), «Люболови» (2SUNNY), «Я — вільна» (Анастасія Приходько), «Мамина зірка» (Роман Сасанчин), «Дитинство не втрачай» (Тіна Кароль), «Золоті Ворота» (Українські зірки), «Я стану морем», «Три звичних слова», «Полуднева спека» (Ані Лорак) тощо.
Пише українською та англійською мовами.
Автор лібрето і текстів медіа мюзіклу нової просвітницької ери «JAZZYЧНИК» [Архівовано 5 серпня 2020 у Wayback Machine.] (композитор і аранжувальник Алекс Фокін). Цей проект поєднує в собі соціальну і мистецьку складові — через Музику і Слово донести до нових поколінь незрівняну красу творінь минулого — нестаріючих перлин світового Джазу, які мають бути почутими і відчутими як пульс сьогодення усіма сучасними небайдужими людьми. Музичний супровід — «РадіоБенд Олександра Фокіна».
Оригінальні лібрето та переклади українською мовою класичних оперних творів також у творчому доробку автора. Ним створено нову версію оперети Йоганна Штрауса «Летюча миша» («Кажан») і адаптацію одноактної опери Джованні Баттіста Перголезі «Служниця-пані» для Одеської опери, нову літературну редакцію опери Семена Гула́ка-Артемо́вського «Запорожець за Дунаєм» для Львівської опери. За його лібрето Національна опера 2023 року ставить дитячу оперу Юрія Шевченка «Кіт у чоботях». В Одеській опері у сезоні 2023 року готується прем’єра дитячого балету «Дюймовонька» (композитор Юрій Шевченко).

## Музослів'я
Автор поняття і терміну «музослів’я» — напрямку або галузі мистецької діяльності людини, будь-якої музично-словесної творчості, в якій звукова і виконавська складова тісно пов'язана із вербальною. Це явище культури, яке точніше позиціонує існування феномену Пісні, як унікального винаходу людства.
Організатор та лектор відкритого діалогу-розмови у жанрі ретельно підготовленої імпровізації «Музослів'я, або Homo Cantus: Таємні драйвери пісні», який відбувся 20 грудня 2019 року в Dialog Hub у Києві.      